# Adavi
Adavi è una delle ventuno aree a governo locale (local government areas) in cui è suddiviso lo stato di Kogi, in Nigeria. Estesa su una superficie di 718 km², conta una popolazione di 202.194 abitanti.